# Petit
Armando Gonçalves Teixeira, poznatiji kao Petit (Strasbourg, 25. rujna 1976.) je umirovljeni portugalski nogometaš i bivši nacionalni reprezentativac. S Boavistom je osvojio njezin jedini naslov nacionalnog prvaka a tamo je u svojoj posljednjoj igračkoj sezoni radio kao igrač-trener. Trenutno je trener Moreirensea.
S Portugalom je nastupio na dva svjetska (2002. i 2006. godine) te dva europska (2004. i 2008. godine) prvenstva. Najznačajniji rezultat je ostvaren na EP-u 2004. godine kada je Portugal kao domaćin stigao do finala gdje je neočekivano izgubio od Grčke.

## Karijera

### Klupska karijera
Petit je rođen u Francuskoj gdje su njegovi roditelji radili dok se obitelj vratila u domovinu još dok je Petit bio dijete. Nakon četiri sezone u malim klubovima, Armando Gonçalves Teixeira se istaknuo u Gil Vicenteu kao ključni igrač. S momčadi je u sezoni 1999./00. ostvario najbolji klupski plasman u prvenstvu - peto mjesto. Nakon toga, Petit odlazi u Boavistu s kojom osvaja portugalsko prvenstvo čime je sljedeće sezone stekao prvo iskustvo igranja u Ligi prvaka.
U ljeto 2002. godine igrača kupuje lisabonska Benfica gdje je proveo sljedećih šest godina. S klubom je u tom razdoblju osvojio po jednu Primeira Ligu, kup i Superkup. Nakon toga, Petit po prvi puta odlazi u inozemstvo te 29. srpnja 2008. godine potpisuje za 1. FC Köln koji se tada plasirao u Bundesligu. Svoj prvi bundesligaški pogodak zabio je 1. studenog 2008. godine u 3:1 pobjedi nad VfB Stuttgartom. Svoju posljednju sezonu u klubu (2011./12.) je propustio zbog ozljede prednjeg križnog ligamenta. 1. FC Köln je tada pao u niži rang dok se Petit vratio u Portugal.
Tijekom kolovoza 2012. godine Petit se u 36. godini vraća u Boavistu koja je tada nastupala u trećoj ligi. Tamo je u 15 utakmica nastupao kao igrač-trener. Završetkom sezone, Petit se igrački umirovio.

### Reprezentativna karijera
Petit je 1996. godine s portugalskom reprezentacijom do 16 godina osvojio europsko prvenstvo. Za seniore je debitirao 2. lipnja 2001. godine u susretu kvalifikacija za Svjetsko prvenstvo 2002. protiv Irske u Dublinu.
Bio je član reprezentacije koja je na EP-u 2004. stigla do finala a ondje izgubila od outsajdera Grčke. Prva dva pogotka za reprezentaciju zabio je 13. listopada 2004. godine u golijadi protiv Rusije koja je poražena s ogromnih 7:1.
Igrač je nastupao i na Svjetskom prvenstvu 2006. u Njemačkoj. U utakmici četvrtfinala protiv Engleske, pitanje pobjednika se odlučivalo na jedanaesterce. Petit je bio jedan od izvođača ali je promašio svoj kazneni udarac. Ipak, portugalska reprezentacija je izborila nastavak natjecanja zbog promašaja Lamparda, Gerrarda i Carraghera. U konačnici, Portugal je izgubio u utakmici za broncu protiv domaćina Njemačke dok je Petit u 60. minuti zabio auto-gol za vodstvo Elfa od 2:0.
Posljednji veliki turnir na kojem je Petit nastupio s reprezentacijom bio je EURO 2008. godine. Ondje je Portugal stigao do četvrtfinala gdje je s 3:2 poražen od Njemačke. To je ujedno za Petita bila posljdnja utakmica u nacionalnom dresu.

#### Pogodci za reprezentaciju
| #  | Datum               | Mjesto                                   | Protivnik         | Pogodak | Rezultat | Natjecanje                          |
| -- | ------------------- | ---------------------------------------- | ----------------- | ------- | -------- | ----------------------------------- |
| 1. | 13. listopada 2004. | Estádio José Alvalade, Lisabon, Portugal | Rusija            | 6:1     | 7:1      | Kvalifikacije za SP u Njemačkoj 06' |
| 2. | 13. listopada 2004. | Estádio José Alvalade, Lisabon, Portugal | Rusija            | 7:1     | 7:1      | Kvalifikacije za SP u Njemačkoj 06' |
| 3. | 12. studenog 2005.  | Coimbra, Portugal                        | Hrvatska          | 1:0     | 2:0      | Prijateljska utakmica               |
| 4. | 27. svibnja 2006.   | Évora, Portugal                          | Zelenortski Otoci | 3:1     | 4:1      | Prijateljska utakmica               |

## Osvojeni trofeji

### Klupski trofeji
| Klub     | Trofej                | Sezona / godina |
| Portugal | Portugal              | Portugal        |
| -------- | --------------------- | --------------- |
| Boavista | Portugalsko prvenstvo | 2000./01.       |
| Benfica  | Portugalski kup       | 2004.           |
| Benfica  | Portugalsko prvenstvo | 2004./05.       |
| Benfica  | Portugalski Superkup  | 2005.           |

### Reprezentativni trofeji
| Turnir                 | Trofej | Godina |
| ---------------------- | ------ | ------ |
| Europsko U16 prvenstvo | Zlato  | 1996.  |
| EP u Portugalu         | Srebro | 2004.  |

### Ordeni
Ordem de Nossa Senhora da Conceição de Vila Viçosa: 2006.

## Vanjske poveznice
- National Football Teams.com